# درباوية
درباوية مصطلح شعبي يشير إلى ظاهرة سلوكية غير مرغوبة، ظهرت في أوساط الشباب، خاصة المراهقين منهم، ولا يُعرف مكان نشأتها الحقيقي، لكنها انتشرت في دول الخليج بدءًا من الكويت والسعودية وبقية الدول المجاورة لهما، ويشبه مصطلح (الدرباوي) في معناه الكامن مصطلحًا يستخدم في كل من نيوزيلندا وأستراليا وهو (hoon)، والذي يعني شخصًا متهورًا في القيادة وذا تصرفات عنيفة عمومًا، فيما يشبه الشخص الدرباوي في مظهره الخارجي الشخصية البوهيمية، غير أن ظاهرة الدرباوية تمتد إلى المعتقدات والأفكار، وتنعكس بالتالي على السلوكيات، وتتكون الدرباوية أساسًا من مجموعة شباب تجمعهم صفات مشتركة، أهمها السن والميول، والرغبات، والجنوح والمغامرة، والاستعداد لممارسة أي تصرف خارج عن المألوف والسائد الاجتماعي، ويهدد المجتمع الأمني، ويتحدى التشريعات الدينية.

## نشأتها
لنشأة الدرباوية قولان مختلفان، أحدهما يشير إلى الكويت بصفتها موطن هذه الظاهرة، والقول الآخر يشير إلى السعودية وتحديدًا مدينة الطائف. وقد انتشرت عمومًا في كلٍ من السعودية والكويت ودول الخليج المجاورة، وشهدت مدن الطائف وحفر الباطن والخفجي انتشارًا كثيفًا للدرباوية، كما ترجع تسمية الظاهرة إلى منتدى (درب الخطر) الإلكتروني الذي كان نقطة التقاء وتجمع للشباب الدرباويين، ومنه اتخذ هؤلاء الشباب شعارًا لهم يتمثل في عبارة (سالكو دروب الخطر).

## الصفات الشخصية للدرباويين
هناك صفات شخصية محددة يتصف بها مجتمع الدرباويين، تتمثل في:
1. القدرة على القيام بأي سلوك خطر ومنحرف عن المسار الطبيعي والموافقة عليه، اعتقادًا منهم بأن هذه القدرة من أهم صفات «الرجولة»
2. توجيه العداء للمجتمع والذات، والعائلة بصورة خاصة
3. التحرر من الضوابط الأخلاقية والأمنية
4. الرغبة الدائمة للفت الأنظار وإثارة الانتباه، والحصول على رضا الآخرين بطرق غير مشروعة
5. فقر التوازن النفسي
6. القدرة على ابتكار أساليب مستهجنة اجتماعيًا
7. التبعية الفكرية والشعور بالدونية.[10][7][3][4][6]

## المظهر العام للدرباويين
يمكن تمييز الدرباوي من مظهره العام، فهناك بعض السمات المشتركة يتفق عليها مجتمع الدرباوية مثل:
1. السيارات: عادةً ما يقود الدرباوي سيارة من نوع «ددسن» أو «جيب هدد»، أو سيارة قديمة الطراز وأقرب ما تكون إلى التالفة، كما يهتم الدرباوي بتنجيد مقاعد السيارة وتغيير لونها بألوان مخالفة وغريبة عن المألوف.[2]
2. المشروب: يعتمد الدرباويون المشروب الغازي «ميرندا- حمضيات» مشروبًا رسميًا لهم، ويحرصون على شربه ساخنًا.[3][2]
3. الموسيقى: موسيقاهم المفضلة نوع من الأغاني الشعبية يسمى محليًا بـ «الكسرات».[11]
4. اللهجة: يتعمد الدرباويون استخدام قاموس لغوي خاص، عبر ابتكار كلمات سوقية ليس لها معنى بين أفراد المجتمع، وإطلاق ألقاب وأسماء غريبة مبهمة.[12][6]
5. الزي: يرتدي الدرباويون الثوب السعودي والشماغ غير أنهم يتعمدون ارتدائه بغير ما تعارف عليه، ويفضلون الخروج به متسخ.[2][5][13]
6. الممنوعات: يفضل الدرباوي المجاهرة بفعل الممنوعات على أن يفعلها في الخفاء ويتكتم عليها، فيشيع بين الدرباوية تعاطي المخدرات والحشيش، وممارسة الشذوذ الجنسي والاغتصاب وغيرها.[9][13]

## الدرباوية في النظريات النفسية والاجتماعية
يُمكن تفسير ظاهرة الدرباوية عبر 3 نظريات نفسية واجتماعية تناولت الانحراف والسلوك العدواني تجاه الذات والمجتمع:
1. نظرية التعلم الاجتماعي (Social learning theory)
2. نظرية التحليل النفسي (Psychoanalysis)
3. نظرية العدوان - الإحباط (Frustration – Aggression)[4]